# Leptotarsus (Longurio) huanucensis
Leptotarsus (Longurio) huanucensis is een tweevleugelige uit de familie langpootmuggen (Tipulidae). De soort komt voor in het Neotropisch gebied.